# Skiregio Speikboden
De Skiregio Speikboden ligt bij Sand in Taufers (Italiaans: Campo Tures) in het Ahrntal in Italië.
De skiregio telt in totaal zes liften – twee gondelbanen en vier stoeltjesliften – die eigendom zijn van het bedrijf Speikboden AG. Ook telt het gebied een groot aantal hotels en pensions voor de winter en/of zomergasten. Verder zijn er op de bergen in het gebied verschillende trekhutten te vinden die vooral zomers door wandelaars worden gebruikt.
Het gebied is zowel voor de zomer als voor de winter ingericht, maar men heeft de grootste inkomstenbron van de winter. Omdat het gebied vlak bij een van de meest bekende skiregio's van Europa (Skiregio Kronplatz) ligt, moet Speikboden AG verschillende kabelbanen vernieuwen om de concurrentie aan te kunnen. Zo is bijvoorbeeld in 2005 het bijna 3 kilometer lange, driedelige stoeltjeslifttraject naar de Speikboden vervangen door een geheel nieuw gondelbaantraject zonder tussenstation.